# Giuseppe Peretti
Giuseppe Peretti (Cagliari, 5 dicembre 1904 – Cagliari, 4 gennaio 1976) è stato un medico, fisiologo e politico italiano.

## Biografia
Compì numerose ricerche soprattutto nel campo della fisiologia e fisiopatologia dell'apparato digerente. È stato sindaco di Cagliari dall'11 giugno 1960 al 29 dicembre dello stesso anno, nonché a lungo rettore dell'Università degli Studi di Cagliari nella quale in precedenza era stato preside della facoltà di medicina e chirurgia.
Il 9 settembre 1981 gli è stata intitolata una via a Cagliari nel quartiere di San Michele, la stessa confluisce nell'Asse Mediano di Scorrimento.